# 薛天利
薛天利（？—）回族，籍贯不详，中华人民共和国北京市牛街礼拜寺伊玛目。

## 生平
2010年时，薛天利正在担任北京市人大常委、中国伊斯兰教协会常委、北京市伊斯兰教协会副会长、宣武区伊斯兰教协会会长、牛街礼拜寺伊玛目。
在任牛街礼拜寺伊玛目期间，2005年人民政府投资修缮该寺，薛天利组织落实修缮工程，在修缮中注意保护寺藏文物，还关心清真女寺还建工程。薛天利协助政府落实寺产，使牛街礼拜寺占地面积扩大一倍，达一万平方米。薛天利还请来专家学者筹建牛街礼拜寺历史文化展室，在2008年北京奥运会前后对外开放。
2009年5月，北京市伊斯兰教第六次代表会议选举薛天利当选为新一届会长，第五届会长陈广元荣升为名誉会长。2014年8月13日，北京市伊斯兰教第七次代表会议召开，薛天利连任北京市伊斯兰教协会会长。
1998年，薛天利当选北京市第十一届人民代表大会常务委员会委员。此后又连任为第十二届、十三届、十四届常务委员会委员。